# 루퍼 (프로게이머)
루퍼(본명: 장형석, 1993년 2월 28일 ~ )는 대한민국의 전직 리그 오브 레전드 프로게이머이다. 선수 시절 아이디는 Looper였으며 포지션은 탑 라이너였다.

## 선수 시절
2013년 6월 MVP 오존에 입단하면서 프로 커리어를 시작했다. 2013 서머 시즌에서는 서브 선수로 활동했다. 2013 롤드컵 로스터를 포함되면서 참가하였다. 롤드컵 조별리그 벌컨 테크바긴스와의 경기에서 프로 데뷔전을 치렀다. 2013-2014 윈터 시즌에서 롤챔스 무대에 데뷔했으며 팀의 준우승에 기여했다.
2014 스프링 시즌에서는 괜찮은 모습을 보여주면서 팀의 3위에 기여했다. 서머 시즌에서는 좋은 모습을 보여주면서 팀의 에이스로 활약했다. 리그 오브 레전드 월드 챔피언십 2014에 참가하였으며 대회 기간 동안 팀의 주전 탑 라이너로 활동하면서 팀의 롤드컵 우승에 기여했다.
2015시즌을 앞두고 팀 M3에 입단했다. M3에서 팀의 에이스로 활동했다.
2016시즌을 앞두고 로열 네버 기브업에 입단했다. 스프링 시즌 팀의 에이스로 활동하면서 팀의 우승에 기여했다. 2016 MSI에 참가했으며 MSI에서도 좋은 모습을 보이며 다른 팀들의 탑 라이너들을 압도하는 모습을 보여주었다. MSI에서는 4강에 진출했다. 서머 시즌에도 좋은 모습을 보여주었다. 롤드컵 2016에 참가했다. 롤드컵 조별리그에서는 좋지 못한 모습을 보여주었지만 점차 폼이 오르는 모습을 보여주면서 팀의 8강 진출에 기여했다.
2017시즌을 앞두고 에코 폭스에 입단했다. 스프링 시즌에서는 무난한 모습을 보여주었지만 팀의 부진을 이기지는 못했다.
2018년 4월 28일, 현역 은퇴를 선언했다.

## 소속팀
| # | 팀명             | 소속 기간             | 소속 리그 | 비고 |
| - | ---------------- | --------------------- | --------- | ---- |
| 1 | MVP 오존         | 2013.06~2014.11.07    | LCK       |      |
| 2 | 팀 M3            | 2014.12.06~2015.12.10 | LPL       |      |
| 3 | 로열 네버 기브업 | 2015.12.11~2016.12.01 | LPL       |      |
| 4 | 에코 폭스        | 2016.12.02~2017.11.20 | LCS       |      |

## 수상 내역
- 리그 오브 레전드 챔피언스 윈터 2013-2014 준우승
- SK텔레콤 LTE-A LoL 마스터즈 2014 우승
- 리그 오브 레전드 월드 챔피언십 2014 우승
- 리그 오브 레전드 세컨더리 프로리그 서머 2015 우승
- 리그 오브 레전드 프로리그 스프링 2016 우승
- 리그 오브 레전드 미드 시즌 인비테이셔널 2016 4강
- 리그 오브 레전드 프로리그 서머 2016 준우승
- 리그 오브 레전드 월드 챔피언십 2016 8강
- 2016년 리그 오브 레전드 프로리그 연간 어워드 베스트 탑 라이너